# Georg Gottfried Weyhenmeyer
Georg Gottfried Weyhenmeyer (* 26. März 1666 in Ulm; † 17. Juni 1715 in Berlin) war ein deutscher Bildhauer in Berlin.

## Leben

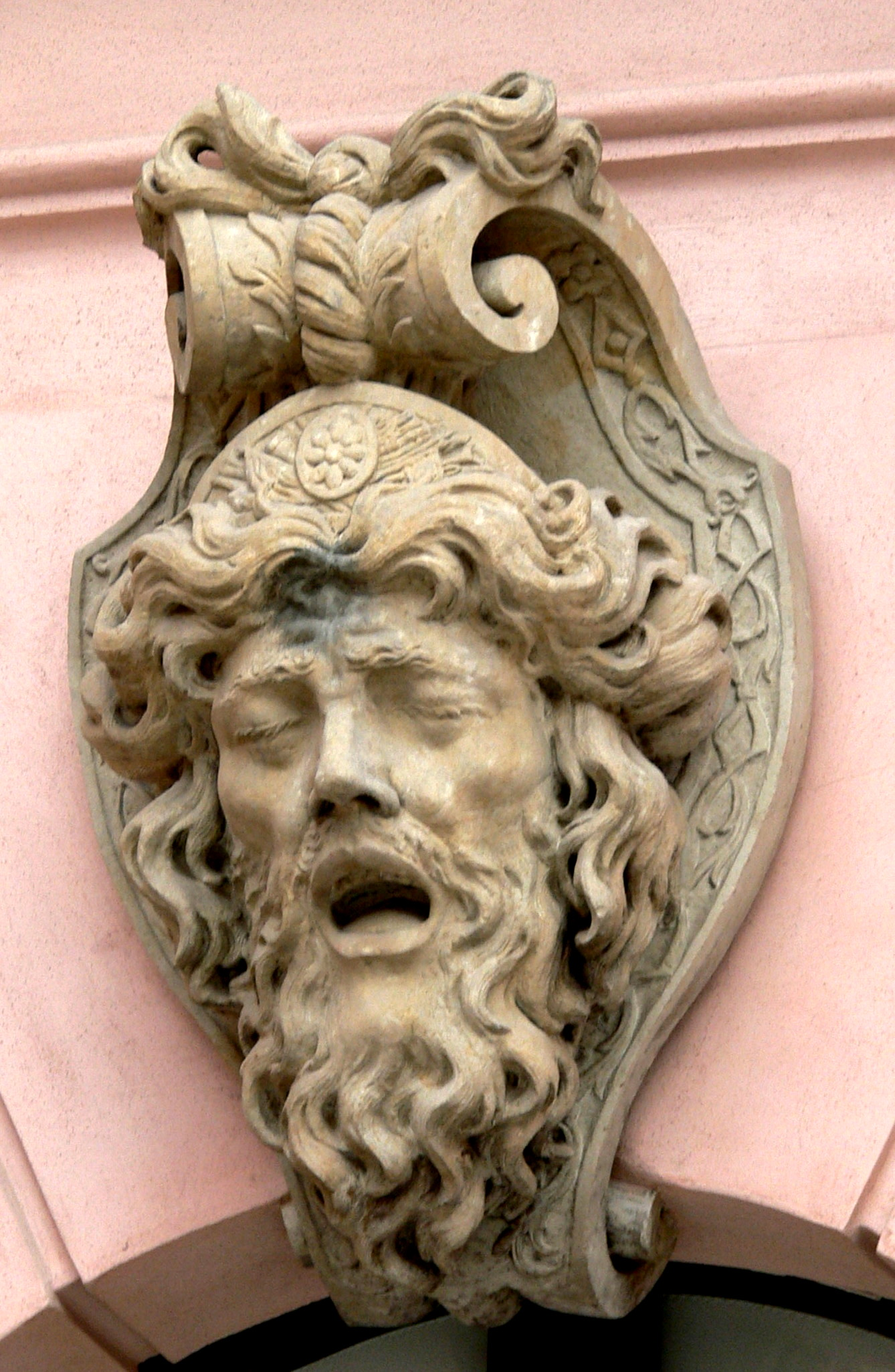
Relief am Zeughaus Berlin, nach 1696, nach Vorlage von Schlüter

Er war ein Sohn von Johann Heinrich Weyhenmayer (1637–1706), der Prediger am Ulmer Münster war. Georg Gottfried lernte zunächst beim Bildhauer Johann Christian Braun in Ulm und ging dann auf Wanderschaft nach Leipzig, Dresden, Prag und Pressburg. 1690 kam Georg Gottfried Weyhenmeyer nach Berlin. Dort fertigte er vor allem Skulpturen und Figurenreliefs nach Vorlagen für Andreas Schlüter.
1696 übernahm er eine Stelle als Zeichenlehrer an der Akademie der Künste zu Berlin, die eigentlich Schlüter ausüben sollte. 1708 wurde Weyhenmeyer zum Hofbildhauer berufen und 1715 zum Direktor der Akademie. Kurz darauf starb er.

## Werke (Auswahl)
Georg Gottfried Weyhenmeyer schuf Skulpturen und weitere Steinarbeiten vor allem nach Vorlagen von Andreas Schlüter  für
- Rathausbrücke Berlin, Skulpturen, um 1695/96
- Zeughaus Berlin, Skulpturenköpfe Sterbender Krieger, ab 1696–1698, einzige erhaltene Arbeiten[2]
- Schloss Berlin, Skulpturen und Vasen für die Balustrade, 1698–1706
- Schloss Oranienburg, 1698/1700
- Schloss Friedrichsthal, ab 1700